# Ringo Miyajima
Ringo Miyajima (宮島 リンゴ?, Miyajima Ringo; Otari, 31 ottobre 2003) è una saltatrice con gli sci giapponese.

## Biografia
Attiva dal marzo del 2019, la Miyajima ai Mondiali juniores di Zakopane/Lygnasæter 2022 ha vinto la medaglia d'argento nella gara a squadre e il 5 novembre dello stesso anno ha esordito in Coppa del Mondo, a Wisła (28ª); ai successivi Mondiali juniores di Whistler 2023 ha conquistato la medaglia d'oro nella gara a squadre mentre ai Mondiali di Planica 2023, sua prima presenza iridata, si è classificata 27ª nel trampolino lungo e 5ª nella gara a squadre. Non ha preso parte a rassegne olimpiche.

## Palmarès

### Mondiali juniores
- 2 medaglie:
  - 1 oro (gara a squadre a Whistler 2023)
  - 1 argento (gara a squadre a Zakopane/Lygnasæter 2022)

### Coppa del Mondo
- Miglior piazzamento in classifica generale: 35ª nel 2023